# Сверчок за очагом
Это статья о повести. Статью о фильме см. Сверчок за очагом
«Сверчо́к за очаго́м. Семе́йная ска́зка» (англ. The Cricket on the Hearth. A Fairy Tale of Home) — повесть Чарльза Диккенса, написанная в период с 17 октября по 1 декабря 1845 года. Входит в состав «Рождественских повестей» Диккенса.
Повесть состоит из трёх глав, называемых «песенками» (англ. chirps), подобно тому, как в «Рождественской песни» части именуются «строфами».

## История создания
В июле 1845 года Диккенс задумал написать книгу о доме и семье под названием «Сверчок», но его замысел не был осуществлён. Зимой писатель вернулся к своей идее, создав рождественскую повесть, похожую на предыдущие его произведения того же жанра (волшебная сказка, изобличающая некоторые пороки общества).
После написания и издания книги в течение сезона зимних праздников было показано семнадцать театральных постановок «Сверчка…», причём одна из них совпала с днём выхода повести. Впоследствии спектакль стал популярнее, чем «Рождественская песнь».

## Сюжет
Семья Пирибинглов — Джон и Мэри (муж ласково называет её Крошка), их маленький ребёнок и его 13-летняя няня Тилли Слоубой — счастливо живут в своём доме, который охраняет Сверчок, «дух» семейного очага. Джон привозит в дом загадочного незнакомца, и события начинают развиваться со стремительной быстротой.
Подруга миссис Пирибингл, Мэй Филдинг, вынуждена выйти замуж за грубого и чёрствого владельца игрушечных фабрик Тэклтона. На него работают Калеб Пламмер, старый мастер игрушек, и его слепая дочь Берта. У Калеба был и сын Эдвард, но он, судя по всему, погиб в Южной Америке. Калеб обманывал дочь, рассказывая про то, как красив их дом и хороша жизнь, но в результате разбивает ей сердце. Джон подозревает, что Крошка влюбилась в таинственного незнакомца. Обстановка накаляется.
Наконец выясняется, что странник — это Эдвард Пламмер. Он женится на Мэй Филдинг, опережая Тэклтона, которого Святки преобразили — теперь он весёлый и дружелюбный. Все мирятся, танцуют, сверчок играет на своей «скрипке»…
Финал остаётся открытым — непонятно, было ли это на самом деле или только привиделось автору.

## Адаптации

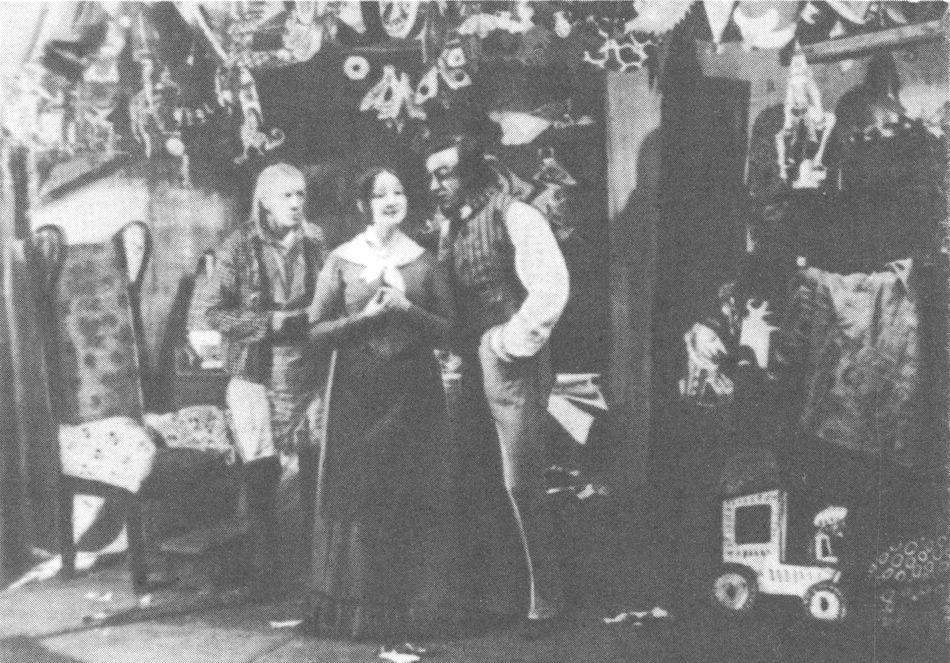
Спектакль «Сверчок на печи» в России. Сцена в доме Калеба Пламмера

По сюжету повести было написано две пьесы, с успехом поставленные в Суррейском театре в 1845 году и в нью-йоркском Уинтер Гарден в 1859 году. Спектакли были популярны в течение второй половины XIX века. Также появились две оперы: немецкая, созданная Карлом Гольдмарком и увидевшая свет в июне 1896, и итальянская (композитор Риккардо Дзандонаи), поставленная в ноябре 1908 года. Много позже композитор C. Баневич написал мюзикл «Сверчок на печи», поставленный Санкт-Петербургским театром «Зазеркалье».
В начале XX века популярная история легла в основу нескольких немых кинолент: четыре американские — Дэвида Гриффита The Cricket on the Hearth (1909), Л. Марстона (1914) и два фильма Лоримера Джонстона (1914 и The Cricket on the Hearth1923); одна французская — Жана Маноуси (1922) и одна русская («Сверчок на печи») с Марией Успенской в главной роли, снятая Борисом Сушкевичем и Александром Уральским.
В России инсценировка этой повести Диккенса тесно связана с именем Евгения Вахтангова, сыгравшего роль Текльтона в постановке 1914 года (режиссёр Борис Сушкевич).
24 декабря 1945 года на NBC был поставлен радиоспектакль «Сверчок за очагом» длительностью всего в 25 минут. Также появился и мультфильм, который вышел в 1967, но не снискал большой популярности. В СССР радиоспектакль «Сверчок на печи» был записан в 1977 году. В 2001 году Леонид Нечаев снял музыкальную комедию, практически полностью соответствующую оригинальному диккенсовскому сюжету.
19 декабря 2013 года в театре Олега Табакова был поставлен спектакль «Сверчок на печи», режиссёр Николай Дручек.
13 декабря 2022 года «Сверчок за очагом» был поставлен в камерном литературном театре На Первой Линии. Режиссёр Юрий Поринец.